# Ewelina Dobrowolska

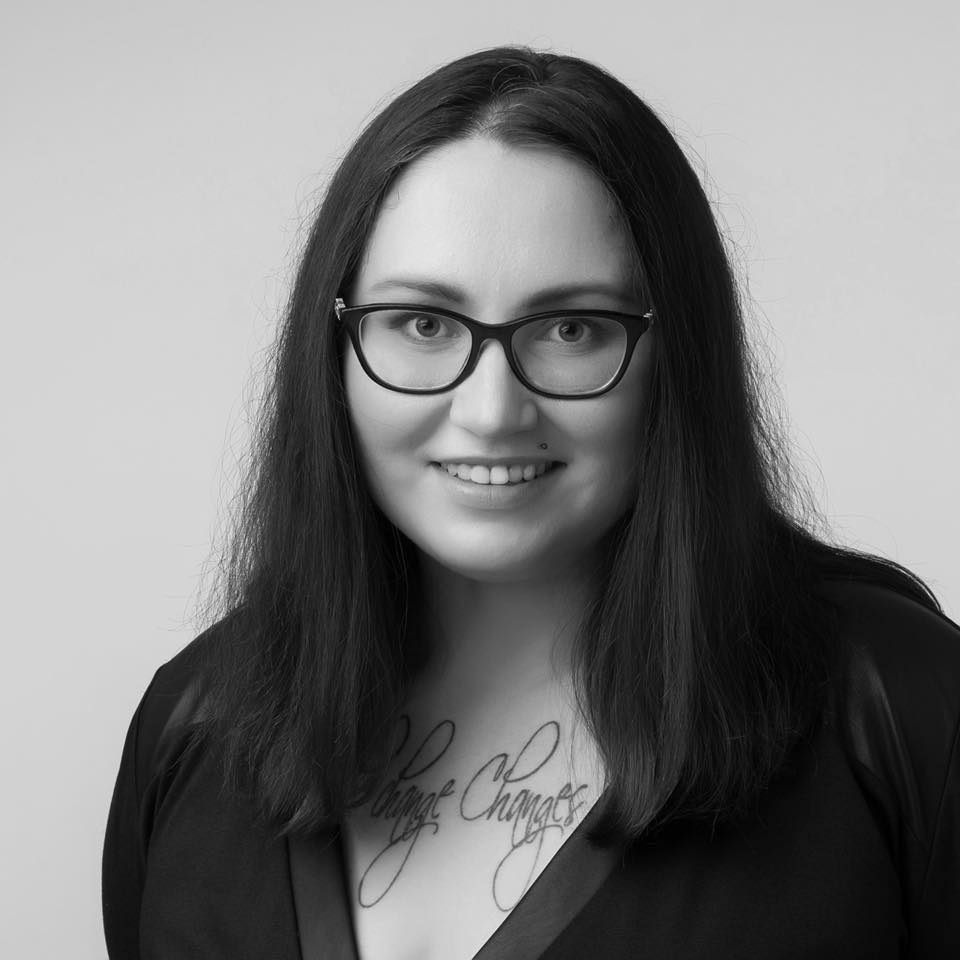
Ewelina Dobrowolska (2020)

Ewelina Dobrowolska, früher Evelina Dobrovolska (* 16. August 1988 in Vilnius) ist eine litauische liberale Politikerin polnischer Herkunft, ehemalige Justizministerin und Mitglied des Seimas. 

## Leben
Nach dem Abitur an der Mittelschule  in der litauischen Hauptstadt Vilnius absolvierte Ewelina Dobrowolska 2010 das Bachelorstudium der Rechtswissenschaft an der Mykolas-Romeris-Universität. Von 2011	bis 2020 arbeitete sie als Anwaltsgehilfin in Vilnius. 2020 war sie Mitglied im Rat der Stadtgemeinde Vilnius, Mitglied eines Wahlausschusses von Remigijus Šimašius.
Bei der Parlamentswahl in Litauen 2020 wurde sie als Kandidatin der Laisvės partija Mitglied des 13. Seimas. Von November 2020 bis November 2024 war sie Seimas-Mitglied und von Dezember 2020 bis Dezember 2024 Justizministerin Litauens im Kabinett Šimonytė unter der Leitung von Ingrida Šimonytė, ernannt von Gitanas Nausėda.
Sie ist verheiratet und hat einen Sohn.